# Движение „Гергьовден“
Движение „Гергьовден“ e българска политическа партия, регистрирана през 1996 г. Председател на партията от 2011 до 2013 г. е Любен Дилов-син. 
От 2013 г. доц. Драгомир Стефанов заема поста на председател. Пожизнено за почетен председател е избран Любен Дилов-син. Движение „Гергьовден“ учредява и младежки „Гергьовден“ през 2015 г. За лидер на младежите е избран д-р Даниел Парушев, който е начело до 2017 г. на МДГ.

## История
Движение „Гергьовден“ е правоприемник на първата и единствена забранена партия Народно движение „Ку-ку“, регистрирана на 19 октомври 1994 г. (регистрация по фирмено дело № 200082/1994 г. на Софийски градски съд)
Председател на партия Народно движение „Ку-ку“ е Любен Дилов-син. Секретар е Петър Курумбашев. Те следват настъпателна изборна политика, която изключва всякакви преговори с която и да било от партиите до този момент. Единствената реална политическа фигура, с която приемат да се срещнат, е президентът на републиката д-р Желю Желев.

## Политическа позиция
Партията заема дясно-центристка и паневропейска позиция, основана на разбирането за споделената християнска идентичност в Европа.

## Символи
Символите на партията са както следва:
- Знаме: знамето е с правоъгълна форма и жълт цвят, с растеров фон от буквите от българската азбука Глаголица. В средата му е разположен гербът на движението.
- Герб: гербът е с кръгла форма и черен цвят, с конник по средата. Сюжетът е на Свети Георги, пронизващ змея. Автор на рисунката и стилизация e художникът Валентин Ангелов.
- Печат: печатът е кръгъл с надпис: Политическа Партия Движение Гергьовден, в средата с изображението на партийния герб.
- Официален празник: официалният празник на партията е 6 май.
- Химн: химнът на партията е „Свети Георги, тебе молим“. Автор на текста е Ивайло Вълчев, а аранжиментът е на Евгени Димитров – Маестрото и Ку-Ку бенд.
- Други: движението отличава лица със заслуги към България и организацията с почетен знак, значки и почетни плакети.
- Предизборни слогани:
  - 2003 г. „Време е да се ядосаме“
  - 2013 г. „Държавата – това си ти“